# 삼성 갤럭시 A33 5G
삼성 갤럭시 A33 5G는 삼성전자가 갤럭시 A 시리즈에 소속되는 스마트폰이다. 이 전화기는 2022년 3월 17일에 갤럭시 언팩에서 갤럭시 A53 5G, 갤럭시 A73 5G와 함께 발표되었다.

## 디자인

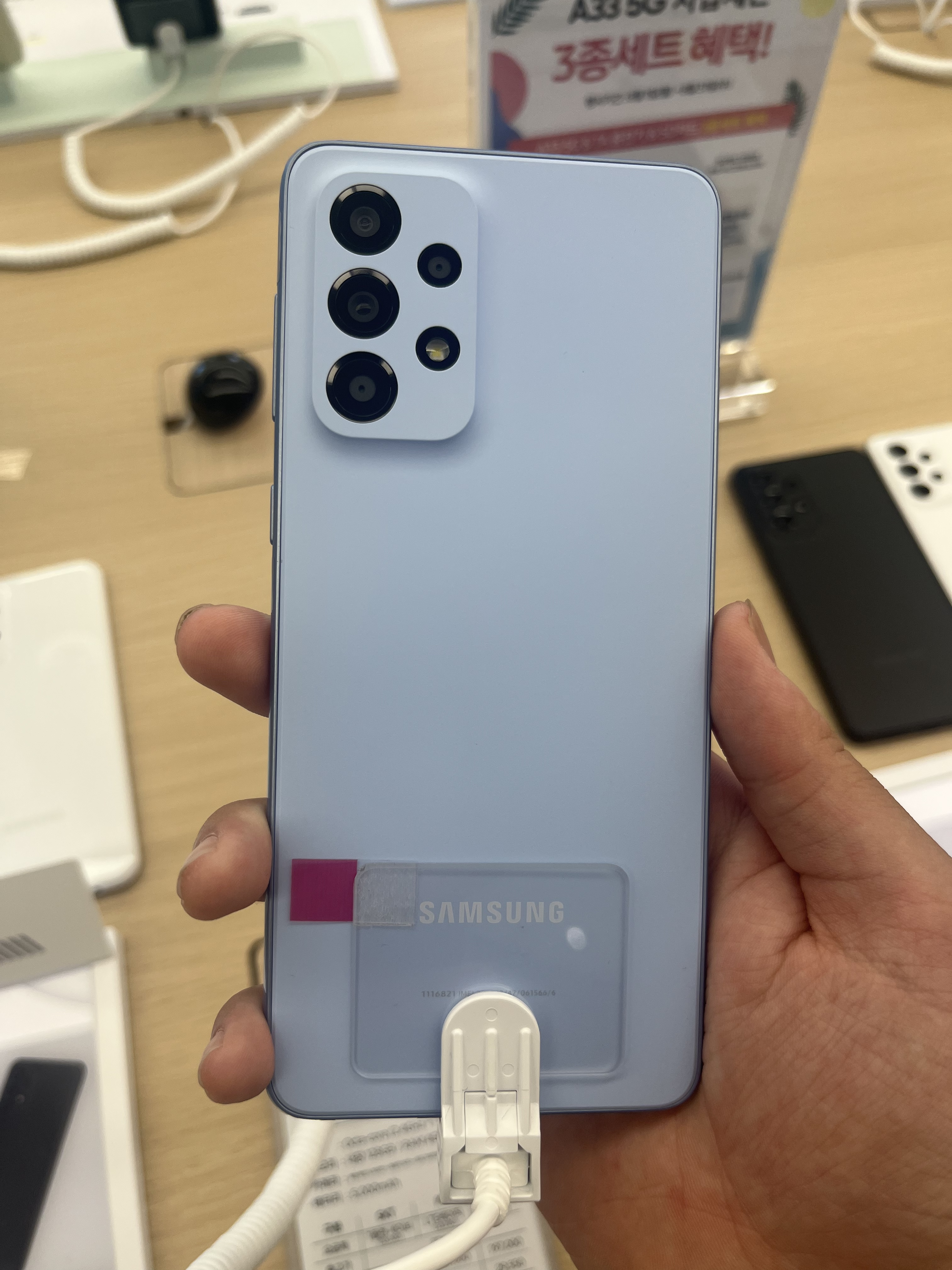
갤럭시 A33 5G의 후면

화면은 Gorilla Glass 5로 만들어졌다. 후면 패널과 측면은 젖빛 플라스틱으로 만들어졌다.
뒷면은 삼성 갤럭시 A53 5G, 삼성 갤럭시 A73 5G와 비슷하다. 스마트폰에는 Samsung Galaxy A32와 달리 3.5mm 오디오 잭이 없다. 또한 Galaxy A33은 IP67 표준에 따라 습기와 먼지로부터 보호된다.
아래는 USB-C 커넥터, 스피커 및 마이크이다. 두 번째 마이크는 상단에 있으며 버전에 따라 최대 1TB의 SIM 카드 및 microSD 메모리 카드 슬롯 또는 2개의 SIM 카드 또는 1개의 SIM 카드와 최대 1TB의 microSD 메모리 카드용 하이브리드 슬롯이 있다. 오른쪽에는 볼륨 버튼과 스마트폰 잠금 버튼이 있다.
스마트폰은 블랙(Awesome Black), 화이트(Awesome White), 블루(Awesome Blue), 오렌지(Awesome Peach)의 4가지 색상으로 판매된다.
| 색상 | 이름        |
| ---- | ----------- |
|      | 어썸 블랙   |
|      | 어썸 화이트 |
|      | 어썸 블루   |
|      | 어썸 피치   |

## 사양

### 하드웨어
갤럭시 A33 5G는 슬레이트 형태의 스마트폰으로 크기는 159.7×74×8.1mm, 무게는 186g이다.
이 장치는 GSM, HSPA, LTE 및 5G 연결, Wi-Fi 802를 갖추고 있다. 블루투스 5 Wi-Fi Direct 지원 및 핫스팟 지원 A/b/g/n/ac 듀얼 밴드.1 (A2DP 및 LE 지원), BeiDou 지원 GPS, Galileo, GLONASS 및 QZSS 및 NFC 지원. USB-C2 포트가 있다. 3.5mm 오디오 잭이 없다. IP67 인증을 받아 물과 파우더에 강하다.
대각선 6.4인치 터치스크린, Super AMOLED Infinity-U형, 둥근 모서리, 1080×2400픽셀의 FHD+ 해상도를 갖추고 있다. 90Hz 리프레시 레이트를 지원한다. 보호책으로 Gorilla Glass 5를 사용한다.
5000mAh 리튬 폴리머 배터리는 사용자가 분리할 수 없다. 25W의 초고속 충전을 지원한다.
칩셋은 8각형 CPU(2.4GHz에서 2코어 + 2GHz에서 6코어)를 탑재한 Samsung Exynos 1200이다. 내장 eMMC 타입의 메모리 5.1은 128/256 GB로 microSD를 최대 1 TB까지 확장할 수 있으며 RAM은 6 GB 또는 8 GB이다(선택한 버전에 따라 다름).
리어 카메라에는 f/1 구멍이 있는 48MP 메인 센서가 있다. D-SLR-Focus에는 PDAF, OIS, HDR 모드 및 플래시 LED가 장착되어 있어 초당 최대 4K 30프레임 영상을 기록할 수 있으며 전면 카메라는 13MP의 싱글 카메라이다.

### 소프트웨어
안드로이드 12 기반 One UI 4.1이 기본탑재되었다.